# Södermanlands runinskrifter 137
Södermanlands runinskrifter 137 (Sö 137) är en runsten från vikingatiden i Ludgo socken, Nyköpings kommun. Stenen är av granit och är 2,05 meter hög, 0,95 meter bred vid basen och 0,55 meter tjock. Inskriften består av långkvistrunor, stavlösa runor och samstavsrunor, ristade i raka rader. Stenen har tidigare varit avslagen, men har lagats med cement i basen.

## Inskriften
Inskriftens första mening är på prosa och är ristad längs norra sidans vänstra kant nedifrån uppåt. Den metriska fortsättningen börjar nedtill i sydsidans mellersta slinga, övergår i toppen till högra slingan. Sedan fortsätter den med stavlösa runor nedifrån och uppåt i sydsidans vänstra slinga, som därefter avslutas med tre vanliga runor och tre stavlösa.
Översättningen till nusvenska nedan, och den avslutande normaliseringen av den poetiska strofen (inklusive den avslutande prosasatsen), är återgivna efter Södermanlands runinskrifter, utgiven 1924–1936. Uttydningen av inskriftens avslutning är osäker; den moderna normaliseringen (efter Samnordisk runtextdatabas) utelämnar avslutningsorden. Magnus Källström uppger att Brates tolkningar av de sörmländska runinskrifterna ger mycket fantasieggande uppgifter. Samtliga dessa tolkningar bygger på läsningar där runtecken antingen är felaktigt lästa eller åtminstone mycket omdiskuterade. I läsningarna av Sö 122 och Sö 137 figurerar dessutom en del runor som uppenbarligen aldrig har funnits på stenen. Vissa runologiska källor ofta nöjer sig med att sätta in ett frågetecken  inom  parentes  efter  de  ställen  i  Brates  tolkningar  som  de  har uppfattat som tvivelaktiga.
Translitterering av runraden:
§A þura : raisþi : stin : þ--si at : ubi : buanti : sin 
§B : stain : saʀ:si : stanr : at : ybi : o þik·staþi : at ¶ : þuru : uar : han : uestarla : uakti : karla ¶ [sa þar] · sunr þaþ · traknasuatau(k)i(f)maʀ[sua]
Normalisering till runsvenska:
§A Þora ræisþi stæin þ[ann]si at Øpi, boanda sinn. 
§B Stæinn saʀsi standr at Øpi a þingstaði at Þoru ver. Hann vestarla væknti(?) karla, sa þaʀ sunʀ það. ...
Översättning till nusvenska:
Nordsidan (§A): Tora reste denna sten efter Öbber, sin man. 
 Sydsidan (§B): Denna sten står efter Öbber på tingstaden efter Toras man. Han västerut väpnade sina karlar, såg sonen där det. Kämpen är nu till olycka död, om så frejdad, (som i strofen angivits).
På sydsidan innehåller inskrift en strof i fornyrdeslag med tre- och tvåstaviga verser som slutar med en sats på prosa:
Stēn sāʀsi
standr at Öbbi
ā þingstadhi
at Þōru var.
Han væstarla
væk(n)ti karla;
sā þar
sunr þadh.
Dræng(ʀ) nū’s vādø̄dh(r), æf mærʀ swā.

## Galleri

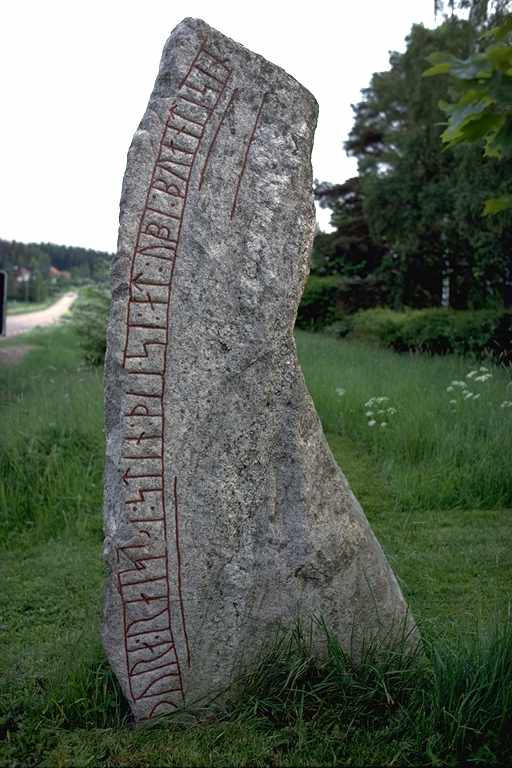